# Ferojski jezik
Ferojski jezik (endonim: føroyskt mál) jezik je zapadnoskandinavske skupine sjevernogermanskih jezika, kojim se služi oko 69 000 Ferojaca (2015.) na Farskim otocima. 
Njegova povijest počinje otkrivanjem Grím Kambana (825.) kada ga naseljavaju vikinzi iz Norveške, a jezik kojim su govorili bio je dansk tunga ili staronordijski. Do stvaranja novih jezika dolazi podjelom između 800. i 1050. na istočnonordijske dijalekte, iz kojih su s vremenom nastali švedski i danski, te zapadnonordijske dijalekte, iz kojih su se razvili ferojski, norveški i islandski. 
Ferojski jezik ima svoje pismo od 14 stoljeća. Ferojski jezikoslovac Venceslaus Ulricus Hammershaimb (1819. – 1909.) stvorio je 1846. novo pismo na kojem su 1890. izdane prve ferojske novine Føringatiðindi (Ferojske novine).
Od svih ostalih germanskih jezika, Ferojskome je najsličniji Islandski, što se ponajviše može zahvaliti izoliranosti te u ustrajnosti za očuvanjem svog jezika.

## Brojevi
| broj | ferojski |  | broj | ferojski |  | broj | ferojski          |
| ---- | -------- |  | ---- | -------- |  | ---- | ----------------- |
| 0    | null     |  | 11   | ellivu   |  | 21   | einogtjúgu        |
| 1    | eitt     |  | 12   | tólv     |  | 22   | tveyogtjúgu       |
| 2    | tvey     |  | 13   | trettan  |  | 30   | tredivu, tríati   |
| 3    | trý      |  | 14   | fjúrtan  |  | 40   | fjøruti, fýrati   |
| 4    | fýra     |  | 15   | fimtan   |  | 50   | hálvtrýss, fimmti |
| 5    | fimm     |  | 16   | sekstan  |  | 60   | trýss, seksti     |
| 6    | seks     |  | 17   | seytjan  |  | 70   | hálvfjers, sjeyti |
| 7    | sjey     |  | 18   | átjan    |  | 80   | fýrs, áttati      |
| 8    | átta     |  | 19   | nítjan   |  | 90   | hálvfems, níti    |
| 9    | níggju   |  | 20   | tjúgu    |  | 100  | hundrað           |
| 10   | tíggju   |  |      |          |  | 1000 | (eitt) túsund     |

## Vanjske poveznice
- Ethnologue (14th)